# 中日體育
中日體育（日语：中日スポーツ）是日本中日新聞社發行的一份體育報紙，主要在日本的東海地方和北陸地方發行銷售。中日體育創刊於1954年2月25日，2013年的發行份數是45萬853份。在關東地方發行的東京中日體育是中日體育的姊妹報。

## 外部連結
- 中日スポーツ・東京中日スポーツ CHUNICHI Web（页面存档备份，存于）
- 中日スポーツ的X（前Twitter）